# Geopyxis carnea
Geopyxis carnea är en svampart som beskrevs av Sacc. 1889. Geopyxis carnea ingår i släktet Geopyxis och familjen Pyronemataceae.   Inga underarter finns listade i Catalogue of Life.